# Sabar

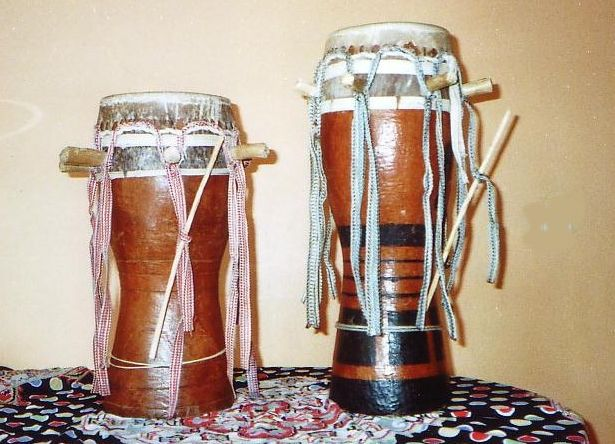
Dois tambores Sabar do Senegal

O sabar, que se originou com o povo serer, é um tambor tradicional do Senegal (também tocado na Gâmbia). É geralmente tocado com uma mão e um bastão. Dentre os seus expoentes mais renomados está o músico senegalês Doudou Coumba Rose. O sabar era usado para comunicação com outros vilarejos. Os ritmos diferentes correspondem a diferentes frases e podiam ser ouvidos de mais de 15 quilômetros de distância.
Sabar é também conhecido como o estilo musical que toca usando o tambor.